# Rhizomnium punctatum
Espèce
Synonymes
- Mnium glabrescens subsp. chlorophyllosum Kindb.[2]
- Mnium punctatum Hedw.[1] [2]
- Rhizomnium punctatum subsp. chlorophyllosum (Kindb.) T. Kop.[2]

Rhizomnium punctatum est une espèce de Bryophytes (mousses), éventuellement aquatiques, de la famille des Mniacées.

## Liste des sous-espèces et variétés
Selon The Plant List (14 avril 2019) :
- variété Rhizomnium punctatum var. horikawae (Nog.) Nog.

Selon Tropicos (14 avril 2019) (Attention liste brute contenant possiblement des synonymes) :
- sous-espèce Rhizomnium punctatum subsp. chlorophyllosum (Kindb.) T.J. Kop.
- variété Rhizomnium punctatum var. elatum (Schimp.) T.J. Kop.
- variété Rhizomnium punctatum var. hermanperssonii T.J. Kop.
- variété Rhizomnium punctatum var. horikawae (Nog.) Nog.